# Franz Laforest
Franz Laforest (Beč, 26. travnja 1838. — Kotor, 4. travnja 1911.), austougarski fotograf.
Nakon završetka Trgovačke škole u Beču 1856. putovao je Europom. Fotografske atelijere imao je u Zadru (prva polovica 1860-ih), u Šibeniku (do cca 1873.), Splitu (1870-ih), Beču, Mostaru (od 1883.), Dubrovniku, te u Kotoru (od 1889.). Izrađivao je majstorske snimke krajolika, kulturnih spomenika i veduta (Kanjon rijeke Cetine, 1866.; Salona, ruševine akvadukta, prije 1877; Most u Mostaru; Tvornica na izvoru Omble; Stijena na Lokrumu – prirodni luk; Katedrala sv. Tripuna) te panoramske fotografije Splita i Budvanskog zaljeva. Glavno mu je djelo Album von Dalmatien (Kotor 1898.), zbirka 190 fotografija iz vremena 1866.-1898. kojega se jedini nepotpuni primjerak od 147 fotografija čuva u Hrvatskom državnom arhivu. Osim atelijerskih portreta, izrađivao je skupne fotografije na otvorenom te fotografije narodnog stvaralaštva i običaja, posebno dalmatinske, crnogorske i hercegovačke nošnje. Autor je teksta, ilustrator i izdavač prvog turističkog vodiča Splita (Spalato und seine Alterthümer, Beč 1878., knjiga o spomeničkoj baštini Splita i Salone), te putopisa Die Bocche di Cattaro (Split 1898., Kotor 1918., hrv. izd. Perast 2005).

## Vanjske poveznice
- Album von Dalmatien (na stranicama Hrvatskog državnog arhiva)